# Neptunusfontein (Gdańsk)

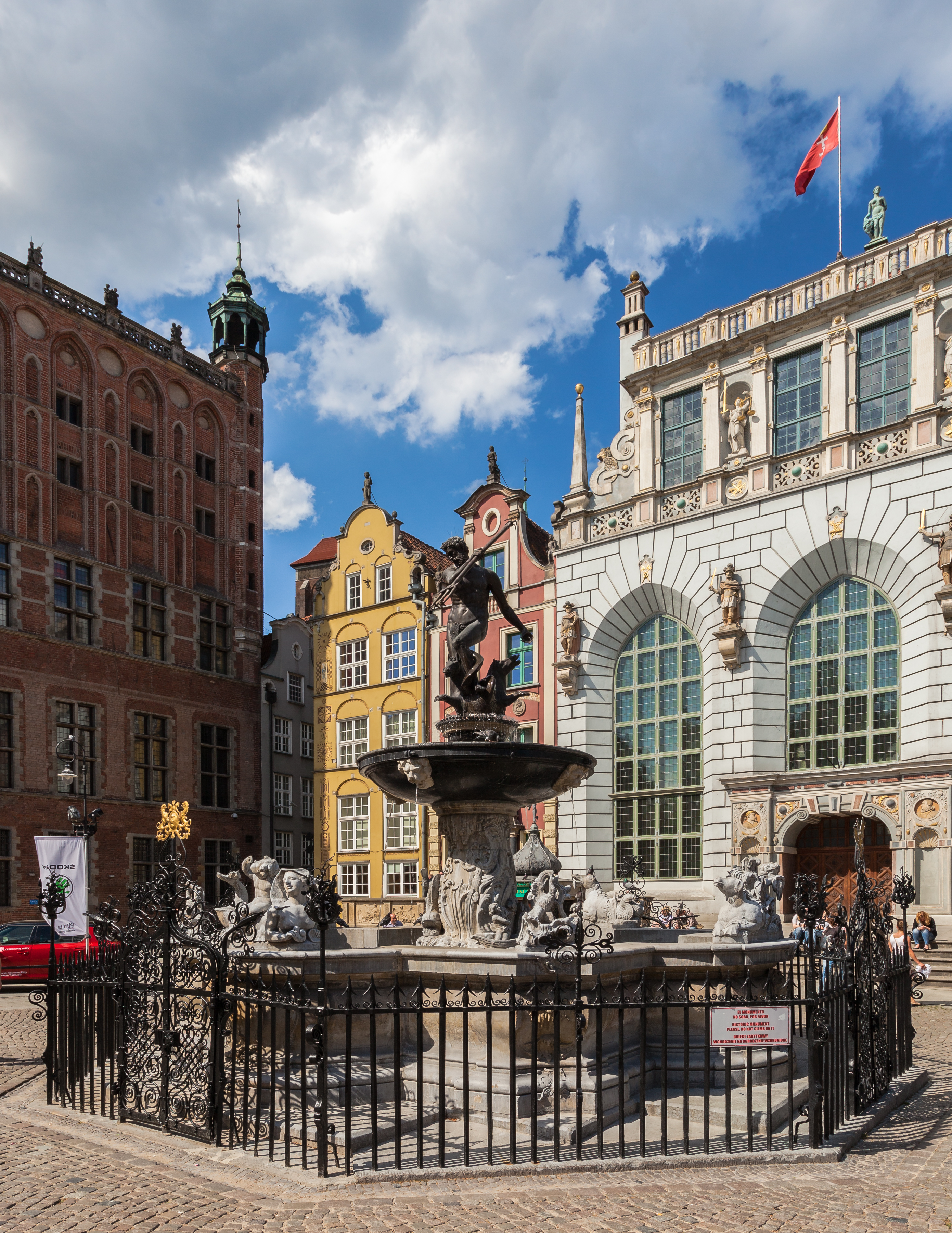
Neptunusfontein in Danzig

De Neptunusfontein in de Poolse Hanzestad Gdańsk (Pools: Fontanna Neptuna) (Duits: Neptunbrunnen) is een fontein uit 1633, gelegen voor de Artushof (sinds 1742 een beurs en in 1342 gesticht, als ontmoetingsplaats voor rijke kooplieden en de adel), naast het Rechtstadsraadhuis en gelegen aan de Lange Markt. Het is een van de bekendste bezienswaardigheden van Gdańsk en van het plein. De fontein werd gebouwd op initiatief van de toenmalige burgemeester van Danzig, Bartolomeüs Schachman die geïnspireerd werd door een reis naar Italië. De fontein werd ontworpen door de Vlaams-Duitse architect Abraham van den Blocke. De Neptunusfiguur werd ontworpen door Peter Husen en Johannus Rogge, gegoten in 1615, in de Beierse stad Augsburg. Het ijzeren hek rondom de fontein stamt uit 1634. In het Kasjoebisch wordt de Neptunusfiguur Krësztof  genoemd.
De fontein verbeeldt de verbinding van Gdańsk met de zee, meer specifiek de Oostzee.

## Afbeeldingen

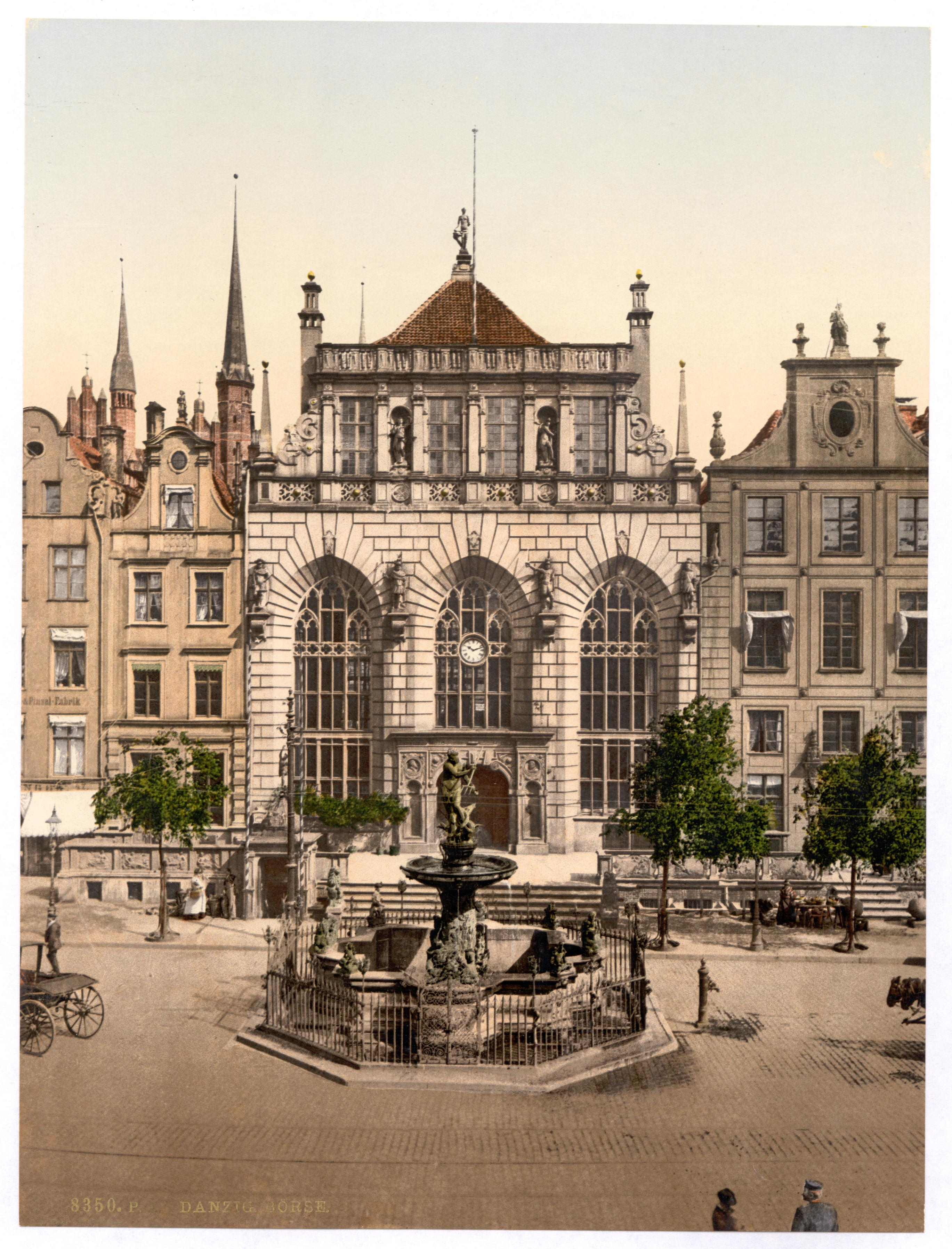
Neptunusfontein voor het Artushof aan het einde van de 19e eeuw
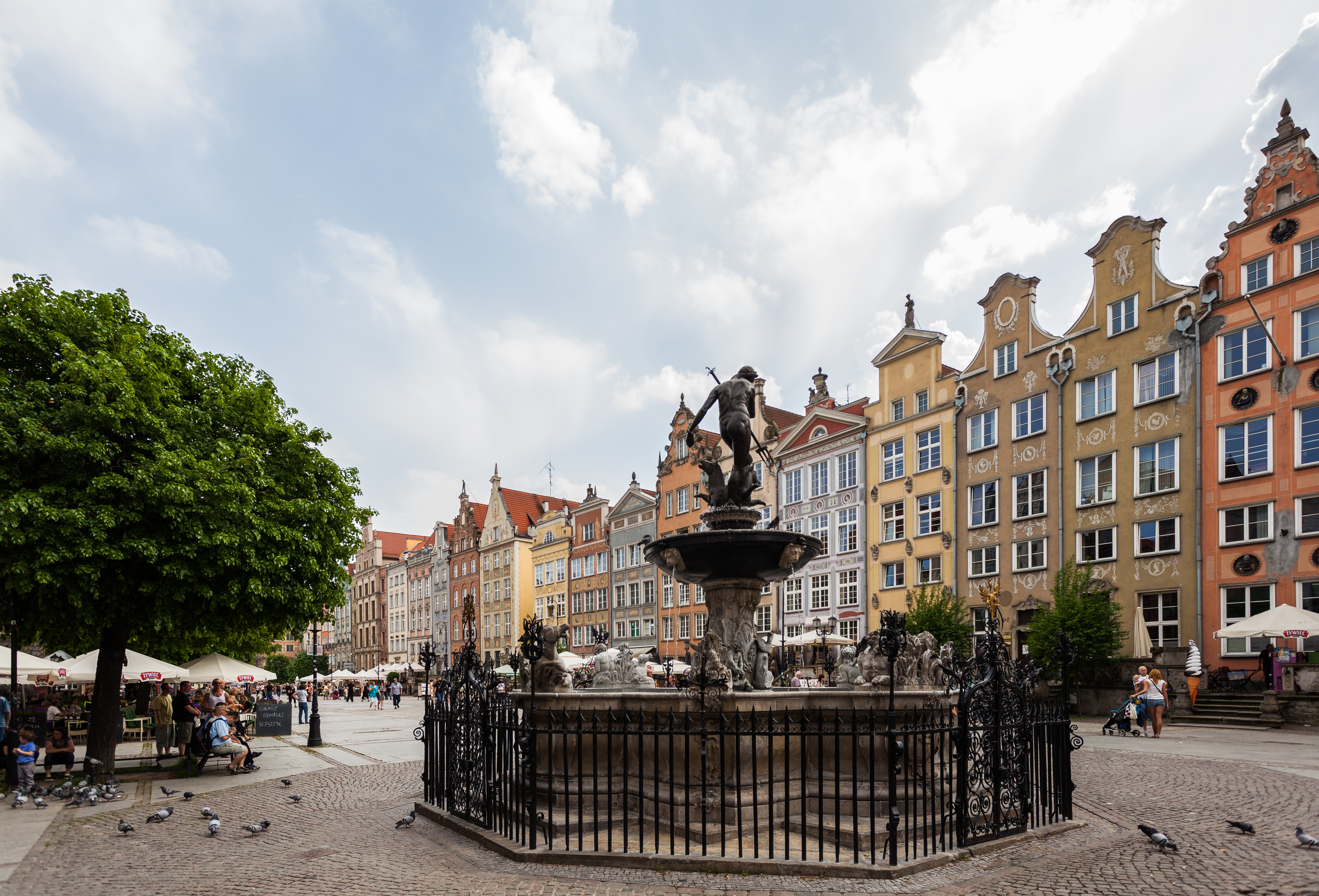
Neptunusfontein van de achterkant met uitzicht op de Lange Markt
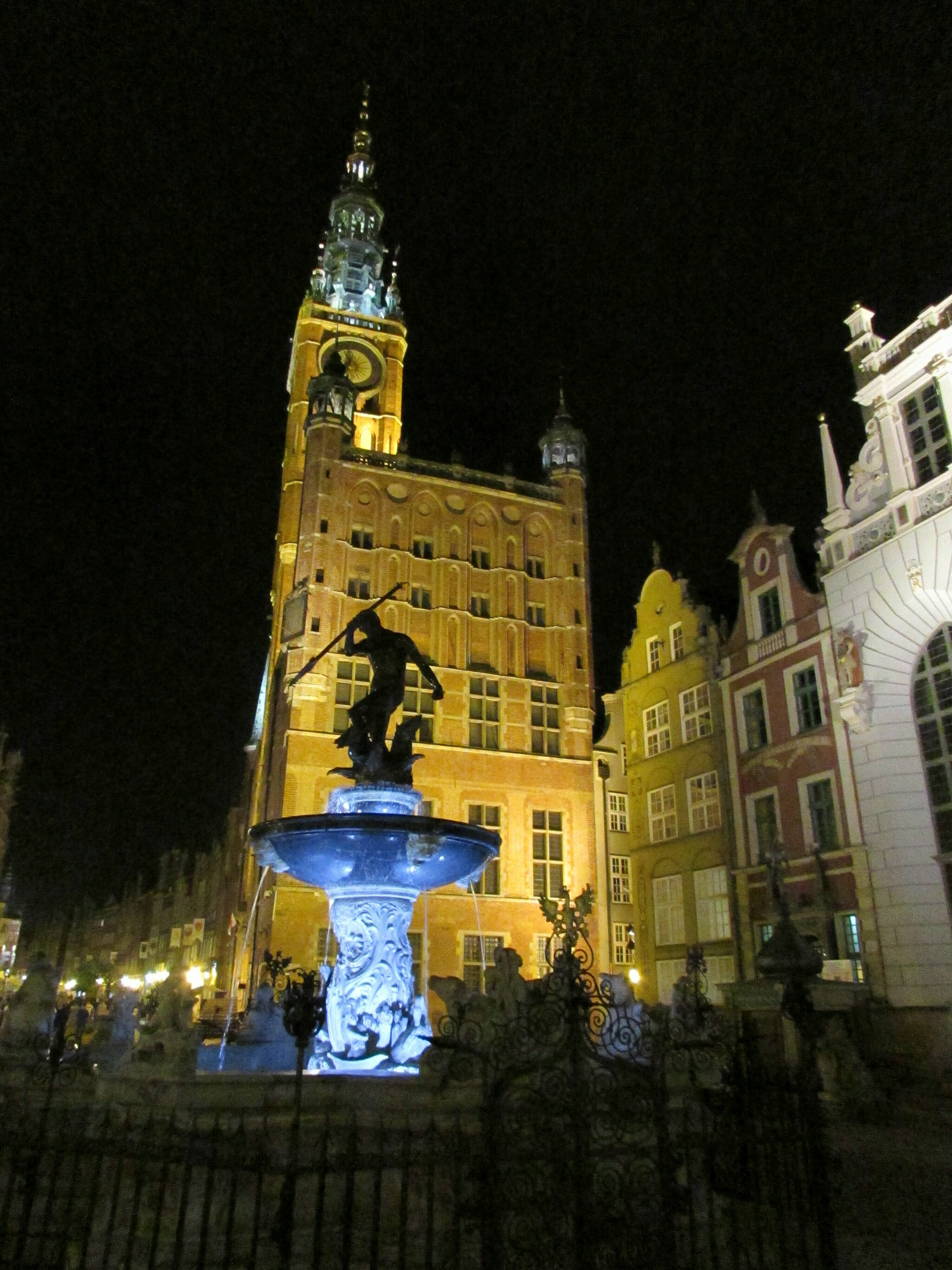
De Neptunusfontein 's nachts (juni 2015)